# 满洲国检察厅

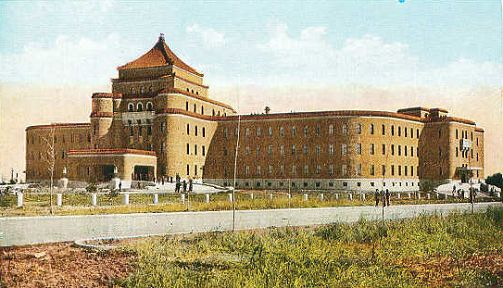
新京综合法衙（满洲国最高法院、最高检察厅及新京高等法院、高等检察厅所在地）

滿洲國檢察廳為滿洲國實施偵察及訴訟、執行刑事裁判、制定相關法令之機關。
檢察廳的設置與滿洲國法院設置相對應，設有最高檢察廳、高等檢察廳、地方檢察廳、區檢察廳。

## 組織
1936年6月時：
- 最高檢察廳
  - 吉林高等檢察廳
    - 新京地方檢察廳
    - 吉林地方檢察廳
    - 延吉地方檢察廳

  - 奉天高等檢察廳
    - 奉天地方檢察廳
    - 遼陽地方檢察廳
    - 撫順地方檢察廳
    - 鐵嶺地方檢察廳
    - 開原地方檢察廳
    - 營口地方檢察廳
    - 西安地方檢察廳
    - 復縣地方檢察廳
    - 海龍地方檢察廳
    - 遼源地方檢察廳
    - 安東地方檢察廳
    - 通化地方檢察廳

  - 哈爾濱高等檢察廳
    - 哈爾濱地方檢察廳
    - 呼蘭地方檢察廳
    - 綏化地方檢察廳
    - 海倫地方檢察廳
    - 依蘭地方檢察廳

  - 錦州高等檢察廳
    - 錦州地方檢察廳
    - 承徳地方檢察廳

  - 齊齊哈爾高等檢察廳
    - 齊齊哈爾地方檢察廳
    - 拜泉地方檢察廳
    - 洮南地方檢察廳

## 歷代廳長
1. 李槃：1932年3月9日—1939年12月18日
2. 徐維新：1939年12月18日—1945年8月18日

## 交通
- 长春公交：13、80内环、80外环、120副、159、218、218b、227、228、229、238、240、265、282、362路